# Policijska akademija (televizijska serija)
Policijska akademija (eng. Police Academy: The Series) je humoristična TV serija s kraja osamdesetih, iz franšize Policijske akademije. Predstavlja sindicirani spin-off te franšize. Emitirana je jedna sezona od 26 epizoda. Napisao ju je Paul Maslansky a producirali James Margellos i Gary M. Goodman. Jedini glumac iz izvorne Policijske akademije koji se pojavljuje je Michael Winslow. Glazbu su napisali Ari Wise i Jim Guttridge.

## Vanjske poveznice
- TV.com  Arhivirana inačica izvorne stranice od 13. ožujka 2015. (Wayback Machine)